# Zornia thymifolia
Zornia thymifolia o hierba de la víbora,  es una especie fanerógama perteneciente a la familia de las fabáceas.

## Distribución
Es una planta rastrera que alcanza un tamaño de 10 a 30 cm de largo, con los tallos muy ramificados. Las hojas están divididas, a veces tienen pelitos y a veces no presentan. Las flores son amarillo-rosados, están en espigas y protegidas por una hoja coloreada. Los frutos son vainas.

## Distribución y hábitat
Originaria de regiones tropicales. Habita en climas cálido, semiseco, seco y templado, entre los 300 y los 2600 metros, planta silvestre, asociada al bosque tropical perennifolio, matorral xerófilo, pastizal, bosques de encino y de pino.

## Taxonomía
Semialarium mexicanum fue descrita por Carl Sigismund Kunth y publicado en Nova Genera et Species Plantarum (quarto ed.) 6: 514–515. 1823[1824].
Sinonimia
- Hedysarum clandestinum Steud.
- Zornia diphylla var. thymifolia (Kunth) Benth.[2]